# Constantin Teodorescu
Constantin Teodorescu   (25 de gener de 1863 - Bucarest, p. dècada del 1930), va ser un dels generals de les Forces Armades romaneses durant la Primera Guerra Mundial.
Va servir com a comandant de la 17a Divisió en la campanya de l'any 1916.

## Carrera militar
Constantin Teodorescu va estudiar a l'Escola de suboficials de Bistrița entre els anys 1881 i 1883. Després de graduar-se va ser admès a l'Escola Militar de Infanteria i Cavalleria, on va ascendir al rang de sotstinent el 1883. Posteriorment, Constantin Teodorescu va ocupar diferents càrrecs en les unitats d'infanteria o en els escalons superiors de l'exèrcit; els més importants van ser el de sotscap de l'Estat Major del 2n Cos de l'Exèrcit, comandant del 4t Regiment «Ilfov» 21, director superior del Departament de personal del Ministeri de la Guerra, i cap de la secció de mobilització de l'Estat Major del General Major.
Durant la Primera Guerra Mundial va servir com a comandant de la 17a Divisió d'Infanteria, entre el 27 d'agost fins al 6 de setembre de 1916. La 17a Divisió va ser encarregada de defensar el cap del pont de Turtucaia.
A causa de no executar correctament les ordres de l'alt comandament militar de l'exèrcit (Cap del Quartel General, Comandant del 3r Exèrcit, Comandants de la 9a, 17a i 19a Divisió de Infanteria), i després de només cinc dies de lluita, les tropes búlgares i alemanyes van guanyar la Batalla de Turtucaia. El general Radu R. Rosetti identifica com una de les principals causes de la pèrdua de batalla «la manca de qualsevol propietat d'un general en Constantin Teodorescu».
Va deixar el càrrec de la divisió el 6 de setembre de 1916, i després va exercir funcions secundàries, com el de comandant del Comandament territorial de la 6a Divisió d'Infanteria.

## Obres
- Curs de geografie militară a României și țărilor vecine de Colonel Teodorescu C., Profesor de geografie militară la Școala Superioară de Răsboiu și la Școala Specială de Infanterie. Cu o introducere de D-l General Ionescu, G., Directorul Serviciului Geografic al Armatei. Vol. I. Generalități asupra Europei, Rusiei, Austro-Ungariei și Peninsulei Balcanice. Teatrele de operațiuni ale: Basarabiei, Galiției, Bucovinei, Transilvaniei, Bulgariei și Serbiei. Cu 28 schițe în text. București (Albert Baer), 1912
- Curs de geografie militară a României și țărilor vecine de Colonel Teodorescu C., Profesor de geografie militară la Școala Superioară de Răsboiu și la Școala Specială de Infanterie. Cu o introducere de D-l General Ionescu, G., Directorul Serviciului Geografic al Armatei. Vol II. România. Lucrare aprobată și recomandată corpurilor de trupă și școalelor militare cu ordinul Ministerului de Răsboi (Statmajorul general) No. 11395 din 15 Martie 1912. Cu 35 schițe, 2 planuri colorate și 4 vederi în text. București (Inst. de arte grafice Carol Gobl S-sor Ion St. Rasidescu), 1912
- Geografia militară [de] Colonel Teodorescu C. Ed. II. Revăzută și adăugită pe baza ultimelor prefaceri în Balcani din 1912-1913. Cu numeroase schițe și planuri. Lucrare aprobată cu ordinul Ministerului de Răsboi (Stat Major General), No. 11395 din 15 Martie 1912. București (Albert Baer), 1914
- Prima escursiune a turiștilor militari la Brăila-Măcin de Maiorul C. Teodorescu, din Statul-Major al Corpului II de Armată. Bucuresci (Inst. de Arte Grafice Carol Gobl S-r I. St. Rasidescu), 1904
- Răspuns la un articol din Revista Armatei de Colonel C. Teodorescu. București (Inst. de Arte Grafice Carol Gobl S-sor I. St. Rasidescu), 1912
- Reorganizarea armatei române. Conferință ținută la Cercul militar din Bucuresci în diua de 30 Martie 1905 în presența M. S. Regelui și a oficerilor de tote armele din garnisona Bucuresci de Maiorul C. Teodorescu, Sub-șeful Statului Major al Corpului II de Armată, Brevetat de Stat-Major. Bucuresci (Inst. de Arte Grafice Carol Gobl S-sor Ion St. Rasidescu), 1905[8]

## Condecoracions
- Ordre de la Corona de Romania, en grau d'oficial (1912)
- Orde de l'Estrella de Romania, en grau d'oficial (1913)